# Примални крик
Примални крик је књига А. Јанова у којој износи теорију да се катартичким вриштањем јединка враћа у своје најраније доба и ослобађа прималних траума, узрочника неурозе. Примални крик је најприроднија, изворна манифестација доживљаја сусрета са најранијом траумом и игра средишњу улогу у теорији и пракси прималне терапије.